# 제85민사여단
제85민사여단(85th Civil Affairs Brigade (85th CA BDE))는 2018년 1월 31일에 해산한 미국 육군의 정규군 민사여단이다.

## 역사
1966년 1월 31일, 예비군 제362민사지역대로 구상되어 텍사스주 댈러스 포트 후드에서 창설되었다. 1975년 6월 1일에 여단화되어 제362민사여단으로 재편성되었고, 1979년 9월 16일에 해산하였다. 이후, 조직 편성표에서 2009년 6월 4일 제90민사여단, 다시 9월 23일에 제85민사여단으로 재편성되어 2011년 9월 23일에 다목적군(General Purpose Forces (GPFs))을 지원하기 위해 제81민사대대와 함께 창설하였다.
2012년 9월 26일, 포트 블래그에서 150명의 장병을 집결하여 제83민사대대가 창설되었다. 중동에서의 임무를 수행할 예정이고 총 정원 230명을 채울때까지 인원을 보충받는다.
10월 10일, 제84민사대대가 워싱턴주 포트 루이스에서 창설되었다.
12월 1일 아프리카 사령부(AFRICOM)에 민사 지원 임무를 수행할 제82민사대대가 조지아 주의 포트 스튜어트에서 창설되었다.
2013년 9월 20일, 포트 블리스에서 제80민사대대가 창설되었다.
2016년 5월 12일, 육군부의 민사부대 축소안에 따라 여단의 해산이 예정되었다. 2018년 1월 31일, 여단이 해산하였다. 이로써 제95민사여단이 유일하게 남은 정규군 민사여단이 되었다.
포트 브래그의 제83민사대대는 계속 남아서 제16군사경찰여단의 관리통제를 받는다.

## 부대
| 문장 | 이름         | 주둔지                       | ASCC               | Start            | End              |
| ---- | ------------ | ---------------------------- | ------------------ | ---------------- | ---------------- |
|      | 제80민사대대 | 텍사스주 포트 블리스         | 미국 유럽 육군     | 2013년 9월 20일  | 2016년 9월, 해체 |
|      | 제81민사대대 | 텍사스주 포트 후드           | 미국 남부 육군     | 2011년 9월 16일  | 2018년 1월 31일  |
|      | 제82민사대대 | 조지아주 포트 스튜어트       | 미국 아프리카 육군 | 2012년 12월 1일  | 2018년 1월 31일  |
|      | 제83민사대대 | 노스캐롤라이나주 포트 브래그 | 미국 중부 육군     | 2012년 9월 25일  | 2018년 1월 31일  |
|      | 제84민사대대 | 워싱턴주 포트 루이스         | 미국 태평양 육군   | 2013년 10월 10일 | 2018년 1월 31일  |

## 계보
- 1966년 1월 31일, Headquarters and Headquarters Company, 362d Civil Affairs Area→제362민사지역대, 본부 및 본부중대
예비군 배정
- 1975년 6월 1일, Headquarters and Headquarters Company, 362nd Civil Affairs Brigade→제362민사여단, 본부 및 본부중대
- 2009년 6월 4일, Headquarters and Headquarters Company, 90th Civil Affairs Brigade→제90민사여단, 본부 및 본부중대
정규군 배정
- 2009년 9월 23일, Headquarters and Headquarters Company, 85th Civil Affairs Brigade→제85민사여단, 본부 및 본부중대

## 참고
1. ↑  Rachel Parks (2011년 9월 22일). “Civil Affairs brigade activates at Fort Hood” (영어). III Corps and Fort Hood Public Affairs. 2018년 7월 6일에 확인함.
2. ↑  Andrew Feickert (2013년 9월 18일). “U.S. Special Operations Forces (SOF): Background and Issues for Congress” (PDF) (영어). Congressional Research Service: 4(8). 2018년 8월 30일에 원본 문서 (PDF)에서 보존된 문서. 2018년 7월 6일에 확인함.
3. ↑  Henry Cuningham (2012년 9월 26일). “Army activates 83rd Civil Affairs Battalion” (영어). The Fayetteville Observer. 2020년 8월 15일에 원본 문서에서 보존된 문서. 2018년 7월 6일에 확인함.
4. ↑  Dean Siemon (2013년 10월 10일). “Civil Affairs battalion activates: Unit designed to help with humanitarian assistance in Pacific” (영어). Northwest Guardian. 2018년 7월 6일에 확인함.
5. ↑  Fort Stewart Public Affairs Office (2012년 12월 1일). “Ceremony set for 85th Civil Affairs Brigade soldiers”. 《wtoc.com》 (영어). 2018년 7월 6일에 확인함.
6. ↑  Sgt. Michael Armstrong (2013년 9월 25일). “Victory at all cost: 80th Civil Affairs Battalion activates” (영어). 212th Fires Bde. Public Affairs. 2017년 2월 6일에 원본 문서에서 보존된 문서. 2018년 7월 6일에 확인함.
7. ↑  Thomas E. Ricks; Maj. Arnel P. David; Maj. Clay Daniels (2016년 5월 12일). “Strategic misfire: The Army’s planned reduction of Civil Affairs forces” (영어). 2018년 5월 28일에 확인함.
8. ↑  Todd Pruden (2018년 2월 8일). “85th Civil Affairs Brigade inactivated” (영어). Fort Hood Sentinel. 2018년 5월 28일에 확인함.
9. ↑  Dolasinski, Amanda (2017년 10월 1일). “Civil affairs battalion to remain at Fort Bragg” (영어). The Fayetteville Observer. 2018년 7월 6일에 확인함.

- “Headquarters and Headquarters Company, 85th Civil Affairs Brigade” (영어). 2016년 6월 16일. 2018년 7월 6일에 확인함.